# El Triunfo, Durango
El Triunfo är en ort i Mexiko.   Den ligger i kommunen Gómez Palacio och delstaten Durango, i den centrala delen av landet, 800 km nordväst om huvudstaden Mexico City. El Triunfo ligger 1 125 meter över havet och antalet invånare är 438.
Terrängen runt El Triunfo är platt. Runt El Triunfo är det tätbefolkat, med 427 invånare per kvadratkilometer. Närmaste större samhälle är Torreón, 14,6 km sydost om El Triunfo. Omgivningarna runt El Triunfo är i huvudsak ett öppet busklandskap.